# Villorceau
Villorceau är en kommun i departementet Loiret i regionen Centre-Val de Loire strax norr Frankrikes mitt. Kommunen ligger i kantonen Beaugency som tillhör arrondissementet Orléans. År 2022 hade Villorceau 1 076 invånare.

## Befolkningsutveckling
Antalet invånare i kommunen Villorceau
| Referens: INSEE |